# Il ragazzo che sapeva volare
Il ragazzo che sapeva volare è un film del 1986 diretto da Nick Castle.

## Trama
Milly, ragazza orfana di padre, si trasferisce con la sua famiglia in una nuova casa.
Qui stringe amicizia con i suoi vicini, in particolare con Geneva Goodman, che diventerà poi la sua migliore amica, ed Eric, un ragazzo autistico quasi non verbale orfano di entrambi i genitori, e convinto di poter volare (passa gran parte del tempo seduto sul davanzale della sua finestra imitando il volo degli uccelli). Quanto alla madre Charlene e al figlio minore Louis, iniziano tempi difficili: lei infatti deve prendere confidenza con i nuovi mezzi di lavoro, mentre il ragazzino viene vessato da una banda di bulli capeggiata da Sonny, il fratello di Geneva. Nel frattempo, a scuola, succede una cosa straordinaria: Eric, osservando Milly, inizia a copiare tutto ciò che la ragazza fa, ogni singolo movimento. 
La loro insegnante, la signora Sherman, che in passato ha insegnato a ragazzi disabili, convoca Milly in privato e le spiega che Eric vuole identificarsi con lei, e quindi le consiglia di passare molto tempo con il ragazzo al fine di capirlo e poter provare una "terapia" diversa da quelle mediche. Eric e Milly iniziano così a frequentarsi, ma la cosa sembra andare in senso univoco: nonostante Milly si sforzi di aiutare Eric, lui copia solo i movimenti senza avere vere e proprie reazioni. Un giorno però Eric le sorride spontaneamente. Milly capisce che Eric si sta lentamente sciogliendo con lei perché sa di potersi fidare. Un altro giorno intercetta al volo una palla lanciata per errore e salva la ragazza. Eric diventa così un nuovo membro della famiglia. 
Una sera però c'è aria di tempesta in casa Michaelson: Charlene è stata declassata per il suo scarso rendimento, Louis ha ricevuto una nota per il suo carattere ribelle e Milly ha preso una pallonata in faccia. Scoppia una violenta lite e l'unico a rimanere a tavola a mangiare è Eric. Poco dopo, i Michaelson scendono dalle rispettive camere sentendo un rumore proveniente dal salone: è Eric che sta vedendo un filmato della famiglia Michaelson quando il padre Don era ancora vivo. Vedendo quelle scene di allegria e vita, il ragazzo piange in silenzio perché lui quelle cose non le ha mai provate. 
Un giorno Milly cade da una terrazza e viene ricoverata in ospedale. Qui capisce che è stato Eric a salvarla. Il ragazzo viene poi internato in un manicomio, dal quale ben presto fugge per trovare rifugio nella soffitta della propria casa. È qui che Milly lo raggiunge per calmarlo.
Inseguiti dagli infermieri e dalla polizia, i due ragazzi trovano rifugio all'interno della loro scuola, dove si sta svolgendo una festa, e dopo aver raggiunto il tetto, si buttano da esso per poi prendersi per mano e spiccare insieme il volo, sorvolando i loro compagni di classe. Dopo essersi dichiarato a lei, Eric volerà via anche per il terrore di essere trattato come una cavia da laboratorio, ma il suo viaggio servirà anche per cambiare le vite degli altri protagonisti: suo zio Hugo, che prima era un ubriacone, smetterà di bere e troverà anche un lavoro; Charlene decide di affrontare il computer e vincere le sue paure al lavoro, così come fa anche Louis prendendosi una bella rivincita sui bulli del quartiere, mentre Milly riprenderà la propria vita, certa che l'amicizia e la tenerezza sono sempre utili al fine di conseguire il bene.

## Riconoscimenti
- 1986 - Saturn Award
  - Saturn Award per il miglior film fantasy
- 1985 - Young Artist Award
  - Miglior attore non protagonista (Fred Savage)
  - Premio alla carriera da ex giovane divo (Jay Underwood)